# Cantici delle ascensioni

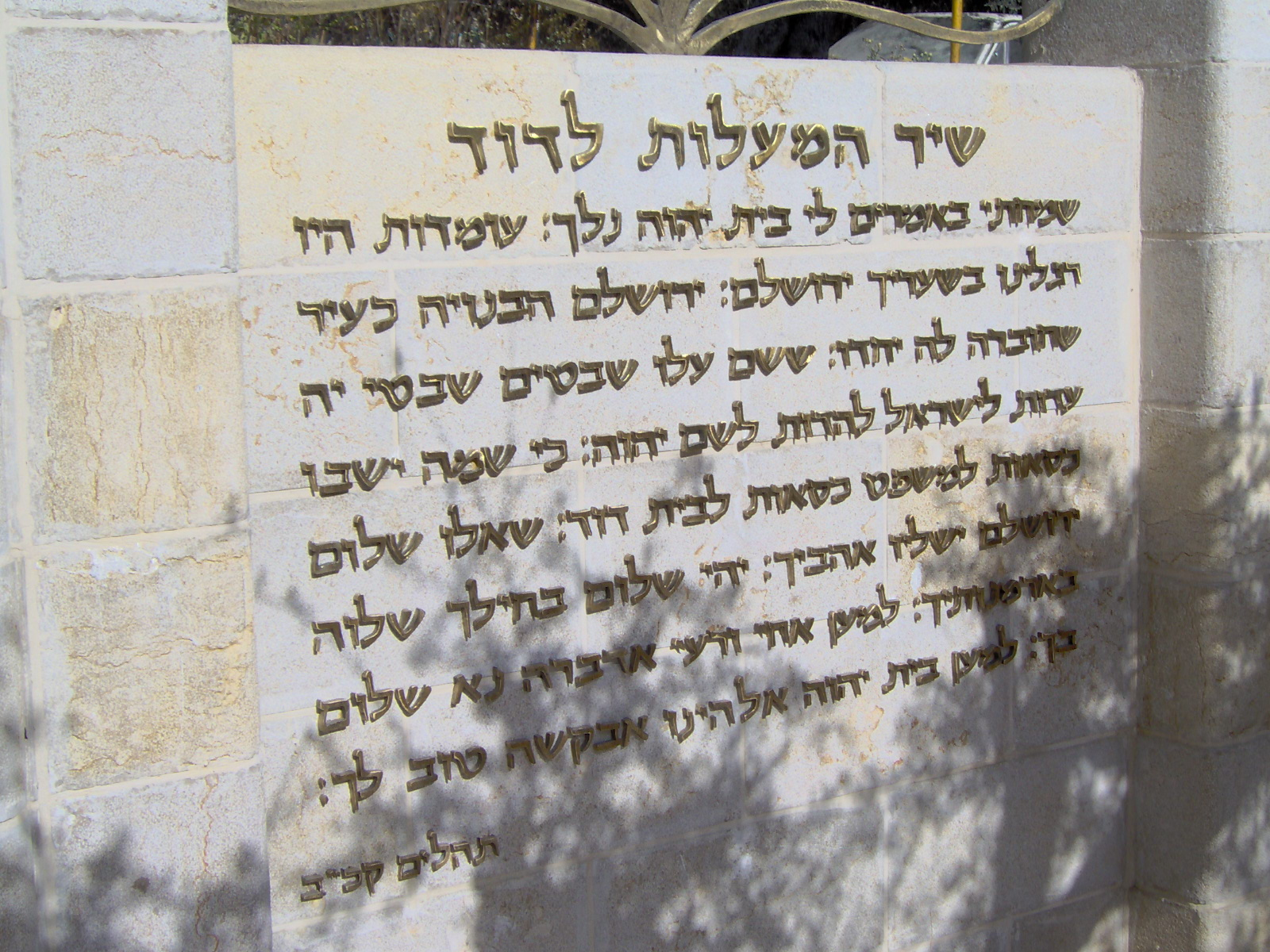
Uno dei canti delle ascensioni, il Salmo 122, appare in ebraico sui muri all'ingresso della Città di Davide, Gerusalemme, Israele

Cantici delle ascensioni è un nome dato all'insieme di quindici dei Salmi della Bibbia ovvero quelli dal 120 al 134 (119–133 nella Settanta e nella Vulgata), ognuno dei quali inizia con la soprascritta Shir Hama'aloth ((HE)  שיר המעלות šîr ha-ma'ălōṯ, che significa appunto "Canto delle ascensioni"), o, nel caso del Salmo 121, Shir Lama'aloth ((HE)  שיר למעלות šîr la-ma'ălōṯ, "un canto riguardante le ascensioni"). Sono anche chiamati salmi graduali.
Quattro di essi (i salmi 122, 124, 131 e 133) sono collegati nelle loro attribuzioni a Davide, e uno (127) a Salomone. Tre di essi (Salmi 131, 133 e 134) hanno solo tre versetti. Il più lungo è il Salmo 132 (18 versetti).
Con bolla Supremi omnipotentis Dei dell'11 marzo 1572, papa San Pio V concesse l'indulgenza di 50 giorni per chi recita i salmi graduali.

## Storia
Molti studiosi ritengono che il titolo indichi che questi salmi venivano cantati dai fedeli mentre salivano sulla strada per Gerusalemme per partecipare alle tre feste ebraiche di pellegrinaggio (Deuteronomio 16:16). Altri pensano che fossero cantati dai cantori leviti mentre salivano i quindici gradini per servire al Tempio di Gerusalemme. Uno studio dice che i Leviti cantarono per la prima volta i Cantici alla dedicazione del tempio di Salomone durante la notte del quindicesimo di Tishri (959 a.C.) Un altro studio suggerisce che furono composte per una celebrazione dopo la ricostruzione delle mura di Gerusalemme da parte di Neemia nel 445 a.C. Altri ritengono che in origine potrebbero essere stati singoli poemi che furono successivamente raccolti insieme e dotati del titolo che li collegava al pellegrinaggio dopo la cattività babilonese.
Erano adatti per essere cantati data la loro forma poetica e dai contenuti. "Sono caratterizzati dalla brevità, da una parola chiave, dall'epanaphora [cioè ripetizione] e dal loro stile epigrammatico ... Più della metà di loro sono gioiosi e tutti speranzosi". Come raccolta, contengono un numero di formule ripetute, nonché un'enfasi su Sion.
Il Grande Rotolo dei Salmi, uno dei Rotoli del Mar Morto scritto tra il 30 e il 50 d.C., contiene una serie di salmi parzialmente coincidenti con il Libro canonico dei Salmi. La maggior parte dei salmi canonici che contiene sono in un ordine diverso rispetto al Libro dei Salmi, ma i Cantici delle ascensioni sono inclusi integralmente nel loro ordine canonico.